# Roberto Franco
Roberto Franco (ur. 6 maja 1964 w Bielli) – włoski narciarz, specjalista narciarstwa dowolnego. Jego największym sukcesem jest srebrny medal w balecie narciarskim wywalczony podczas mistrzostw świata w Lake Placid. Startował także w tej samej konkurencji na igrzyskach olimpijskich w Calgary, gdzie był ósmy oraz na igrzyskach olimpijskich w Albertville, gdzie zajął 7. miejsce, jednakże balet narciarski był wtedy tylko dyscypliną pokazową.
Najlepsze wyniki w Pucharze Świata osiągnął w sezonie 1989/1990, kiedy to zajął 7. miejsce w klasyfikacji generalnej, a w klasyfikacji baletu narciarskiego wywalczył małą kryształową kulę.
W 1995 r. zakończył karierę.

## Osiągnięcia

### Mistrzostwa świata
| Miejsce | Dzień     | Rok  | Miejscowość | Konkurencja      | Zwycięzca          |
| ------- | --------- | ---- | ----------- | ---------------- | ------------------ |
| 9.      | 6 lutego  | 1986 | Tignes      | Balet narciarski | Richard Schabl     |
| 6.      | 1 marca   | 1989 | Oberjoch    | Balet narciarski | Hermann Reitberger |
| 2.      | 12 lutego | 1991 | Lake Placid | Balet narciarski | Lane Spina         |
| 5.      | 12 marca  | 1993 | Altenmarkt  | Balet narciarski | Fabrice Becker     |

### Puchar Świata

#### Miejsca w klasyfikacji generalnej
- sezon 1983/1984: 121.
- sezon 1984/1985: 127.
- sezon 1985/1986: 63.
- sezon 1986/1987: 44.
- sezon 1987/1988: 34.
- sezon 1988/1989: 21.
- sezon 1989/1990: 7.
- sezon 1990/1991: 12.
- sezon 1991/1992: 14.
- sezon 1992/1993: 9.
- sezon 1993/1994: 53.
- sezon 1994/1995: 84.

#### Miejsca na podium
1. Inawashiro – 29 stycznia 1988 (Balet narciarski) – 3. miejsce
2. La Plagne – 16 grudnia 1988 (Balet narciarski) – 3. miejsce
3. Tignes – 8 grudnia 1989 (Balet narciarski) – 3. miejsce
4. La Plagne – 14 grudnia 1989 (Balet narciarski) – 1. miejsce
5. Mont Gabriel – 5 stycznia 1990 (Balet narciarski) – 2. miejsce
6. Lake Placid – 12 stycznia 1990 (Balet narciarski) – 2. miejsce
7. Calgary – 26 stycznia 1990 (Balet narciarski) – 2. miejsce
8. Inawashiro – 9 lutego 1990 (Balet narciarski) – 1. miejsce
9. La Clusaz – 13 lutego 1990 (Balet narciarski) – 2. miejsce
10. Iizuna – 16 lutego 1990 (Balet narciarski) – 3. miejsce
11. Tignes – 8 grudnia 1990 (Balet narciarski) – 1. miejsce
12. Whistler Blackcomb – 11 stycznia 1991 (Balet narciarski) – 3. miejsce
13. Mont Gabriel – 1 lutego 1991 (Balet narciarski) – 3. miejsce
14. Skole – 24 lutego 1991 (Balet narciarski) – 2. miejsce
15. Tignes – 5 grudnia 1991 (Balet narciarski) – 2. miejsce
16. Zermatt – 10 grudnia 1991 (Balet narciarski) – 3. miejsce
17. Tignes – 10 grudnia 1992 (Balet narciarski) – 3. miejsce
18. Tignes – 10 grudnia 1992 (Balet narciarski) – 3. miejsce
19. Whistler Blackcomb – 8 stycznia 1993 (Balet narciarski) – 3. miejsce
20. Whistler Blackcomb – 8 stycznia 1993 (Balet narciarski) – 3. miejsce
21. La Plagne – 23 lutego 1993 (Balet narciarski) – 3. miejsce
22. La Plagne – 24 lutego 1993 (Balet narciarski) – 3. miejsce
23. La Plagne – 24 lutego 1993 (Balet narciarski) – 3. miejsce
24. Oberjoch – 19 marca 1993 (Balet narciarski) – 3. miejsce
25. Tignes – 10 grudnia 1993 (Balet narciarski) – 3. miejsce

- W sumie 3 zwycięstwa, 6 drugich i 16 trzecich miejsc.